# Bjarne Vanacker
Pour les articles homonymes, voir Vanacker.
Bjarne Vanacker, né le 30 mai 1997 à Thourout et mort le 6 novembre 2017 dans sa ville natale, est un coureur cycliste belge.

## Biographie
En 2015, Bjarne Vanacker se classe troisième du Keizer der Juniores et sixième de Gand-Menin chez les juniors (moins de 19 ans). Il intègre ensuite l'équipe EFC-Etixx en 2016. Lors de ses débuts espoirs (moins de 23 ans), il s'impose à plusieurs reprises au niveau régional. Il obtient par ailleurs divers places d'honneur lors d'interclubs belges.
En 2017, il se classe notamment quatrième du Tour du Piémont pyrénéen et huitième du Tour de Moselle en France. Le 6 novembre, il est retrouvé mort dans son lit, à Thourout,.

## Palmarès
- 2015
  - 3e du Keizer der Juniores
- 2016
  - 3e de la Zandberg Classic
- 2017
  - 2e de l'Internatie Reningelst
  - 3e du Trophée de Flandre-Orientale